# Sandstekel
Sandstekel  (Ammophila sabulosa)  är en stekelart som först beskrevs av Carl von Linné 1758.  Ammophila sabulosa ingår i släktet Ammophila och familjen grävsteklar. Arten är reproducerande i Sverige.
Honor är med en längd av 16 till 24 mm lite längre än hannar som blir 14 till 19 mm långa. Arten liknar andra medlemmar av samma släkte. Den har däremot längre hår på kroppens främre del (torax) samt hår på ovan- och undersidan vid mellersta delen. Bakdelens svarta delar har en glänsande blå nyans.
Sandstekeln är ganska vanlig i Centraleuropa. Den hittas vid sandiga ställen som grustäckt, sanddyner och vägens kanter.
Honan hämtar en eller två larver av nattflyn (Noctuidae) och transporterar de till boet. Oftast är larven större än sandstekeln själv. Arten går med bytet eller hoppar men den flyger inte. Dessutom lämnas sanden som grävs ut i närheten av boets utgång. Ingången stängs med en sten.

## Underarter
Arten delas in i följande underarter:
- A. s. sabulosa
- A. s. solowiyofkae
- A. s. touareg
- A. s. vagabunda

## Bildgalleri

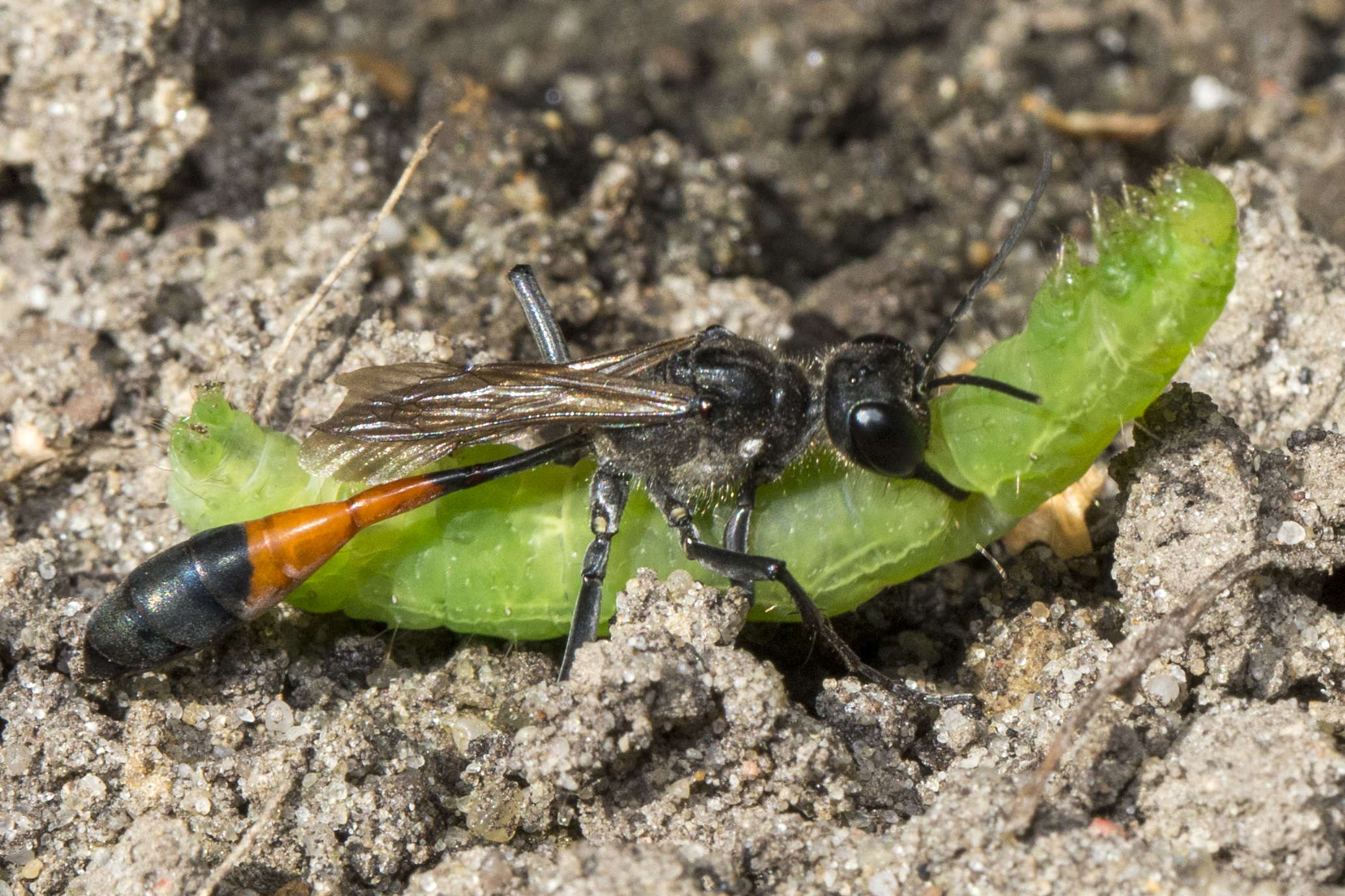
Sandstekel med byte
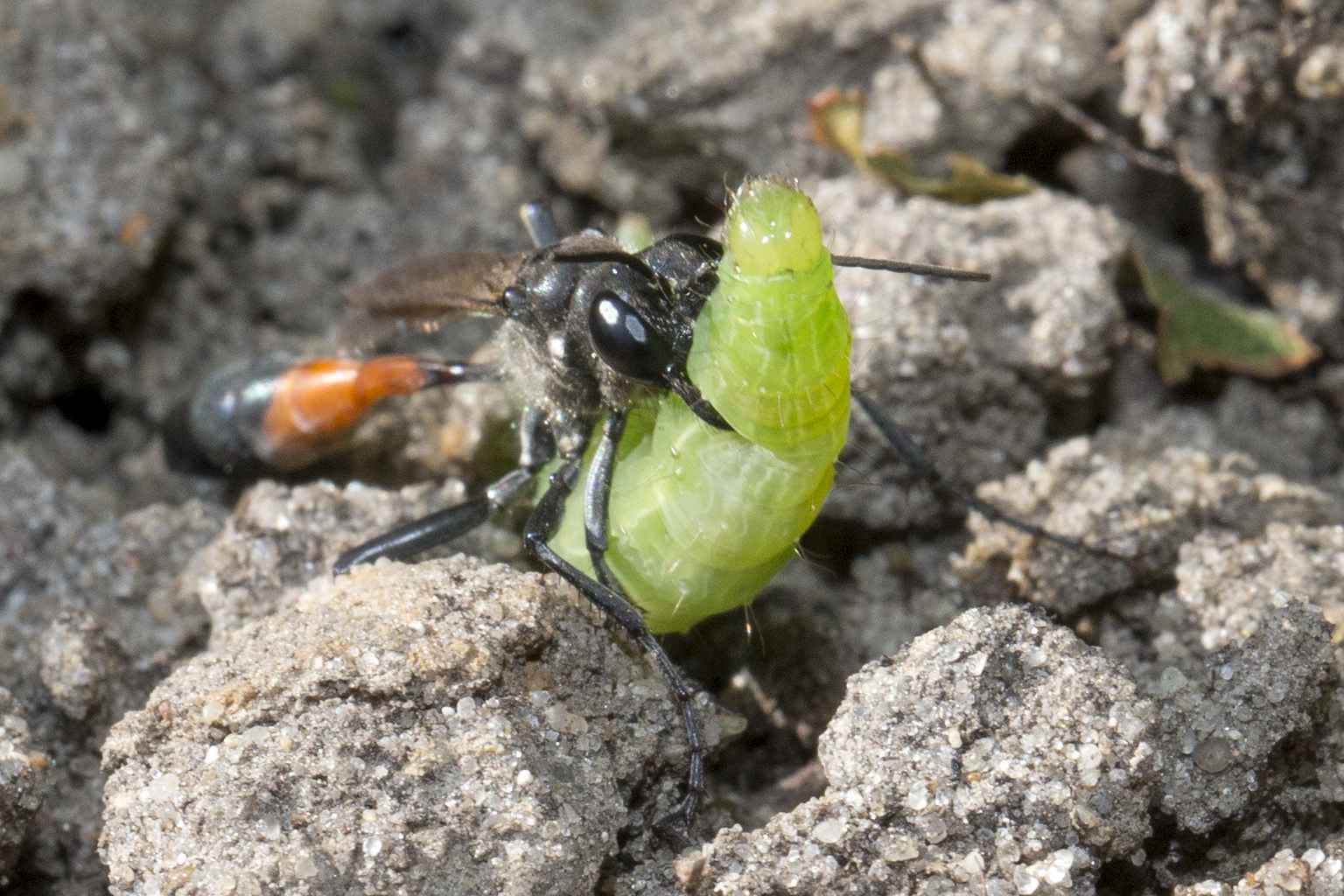
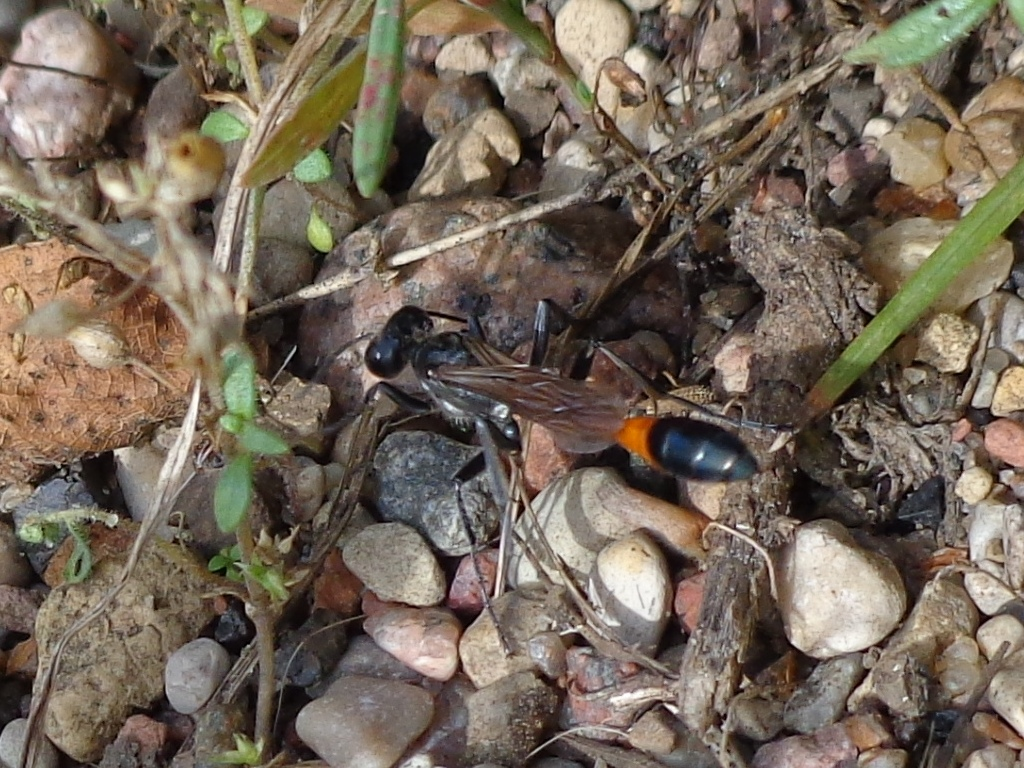
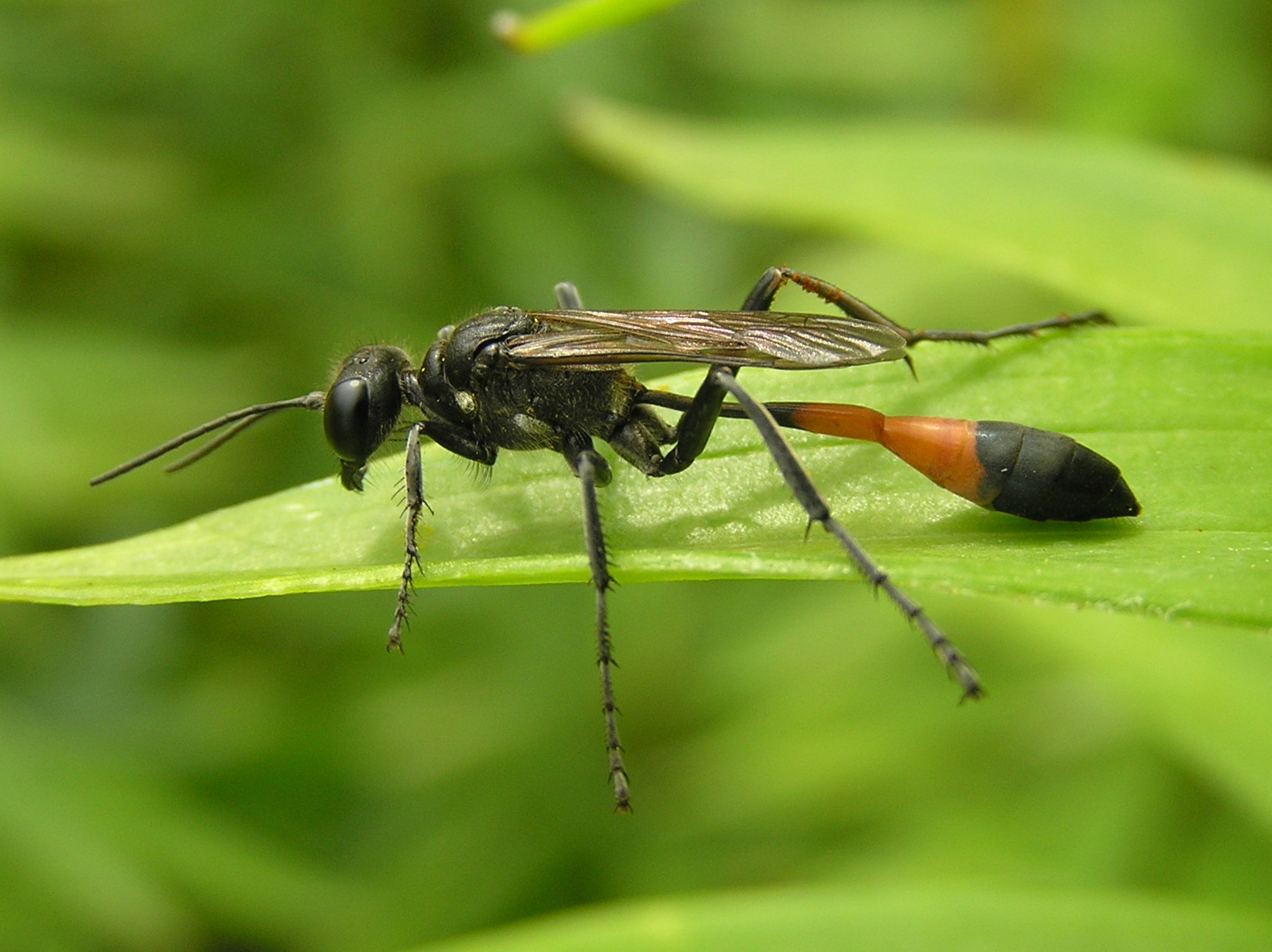
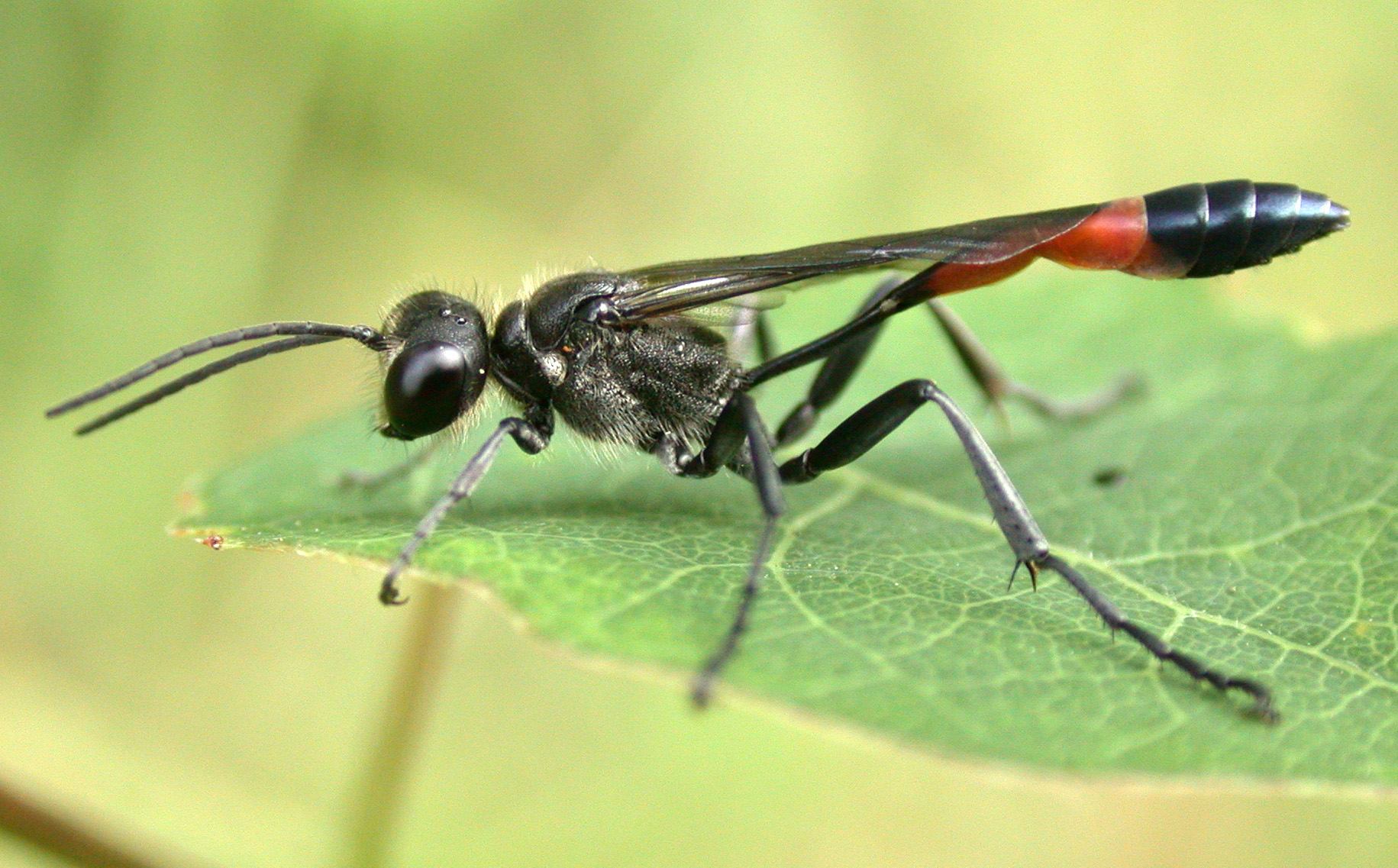
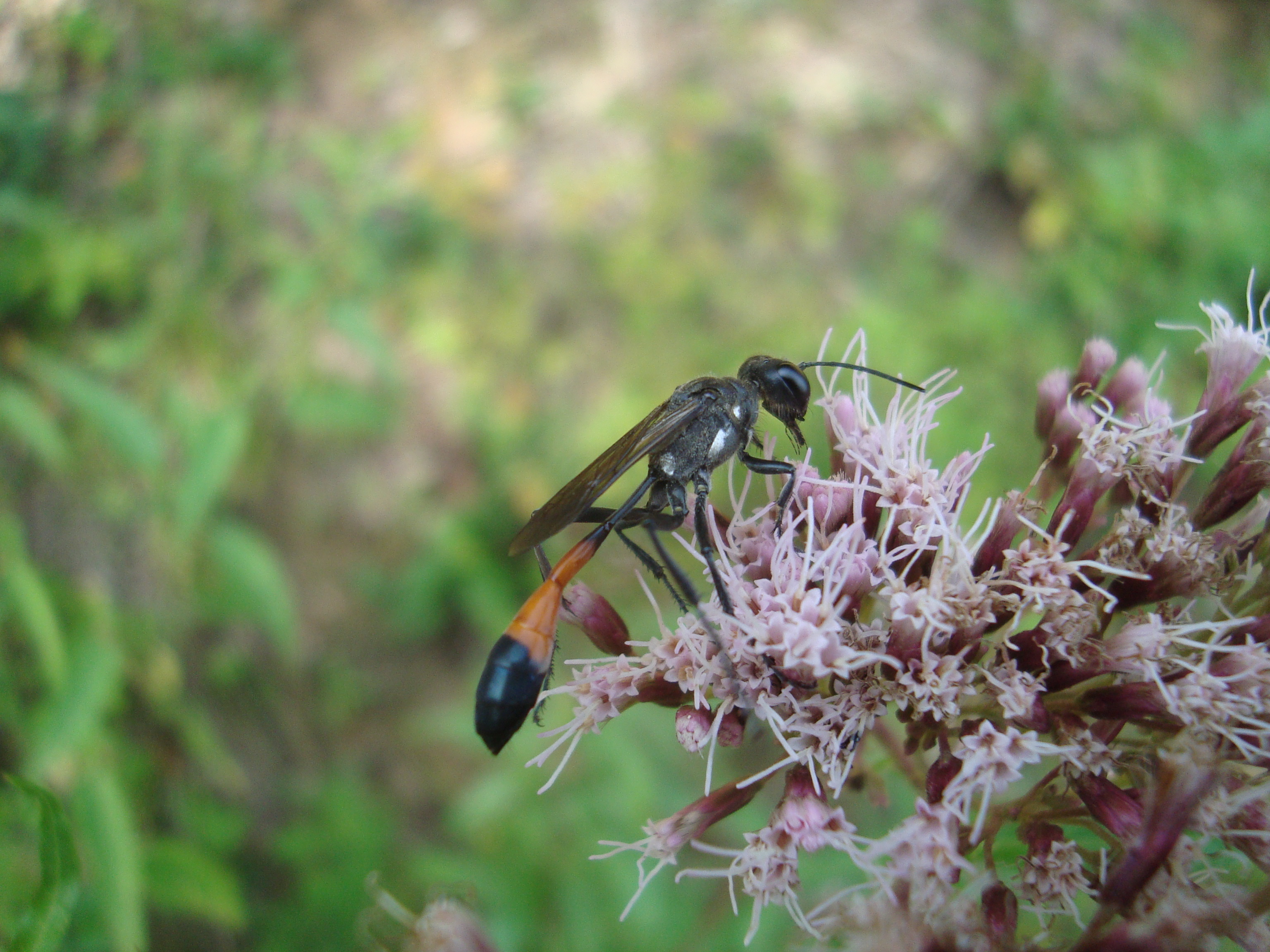
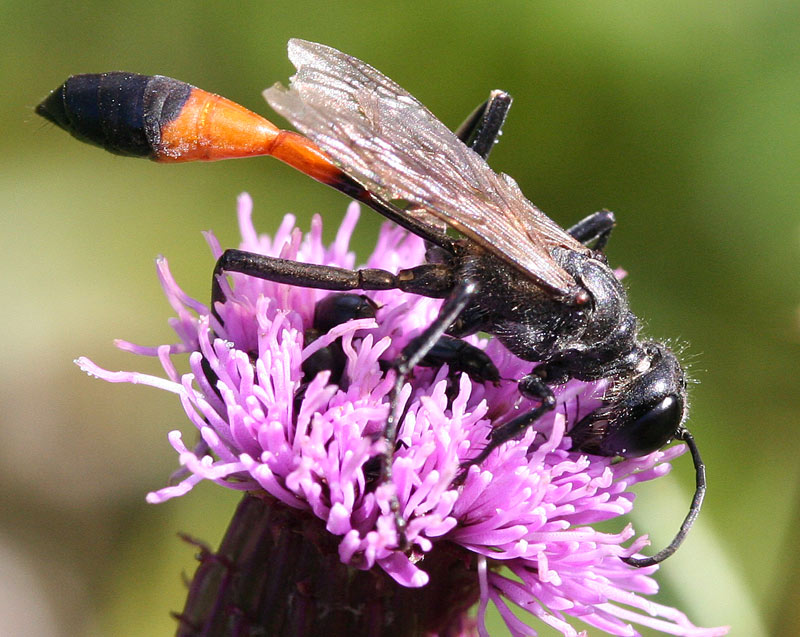